# Potępieniec (serial telewizyjny)
Potępieniec (ang. Brimstone, 1998–1999) – amerykański serial obyczajowy stworzony przez Ethana Reiffa i Cyrusa Vorisa.
Światowa premiera serialu miała miejsce 23 października 1998 roku na kanale Fox. Ostatni odcinek został wyemitowany 12 lutego 1999 roku. W Polsce serial nadawany był dawniej na kanałach TVN i TVN 7.

## Obsada

### Główni
- Peter Horton jako Ezekiel Stone
- John Glover jako Diabeł

### Role gościnne
- María Costa jako Teresita/Waitress
- Stacy Haiduk jako Rosalyn Stone
- Albert Hall jako ojciec Cletus Horn
- Scott Lawrence jako Fraker
- Lori Petty jako Maxine
- Teri Polo jako Ash/Ashur Badaktu

## Spis odcinków
| N/o            | Tytuł angielski     |
| -------------- | ------------------- |
|                |                     |
| SERIA PIERWSZA |                     |
|                |                     |
| 01             | Altar Boys          |
|                |                     |
| 02             | Heat                |
|                |                     |
| 03             | Encore              |
|                |                     |
| 04             | Repentance          |
|                |                     |
| 05             | Poem                |
|                |                     |
| 06             | Executioner         |
|                |                     |
| 07             | Slayer              |
|                |                     |
| 08             | Ashes               |
|                |                     |
| 09             | Lovers              |
|                |                     |
| 10             | Carrier             |
|                |                     |
| 11             | Faces               |
|                |                     |
| 12             | It's a Helluva Life |
|                |                     |
| 13             | Mourning After      |
|                |                     |